# Assemblée provinciale (Pakistan)
Pour les articles homonymes, voir Assemblée provinciale (homonymie).

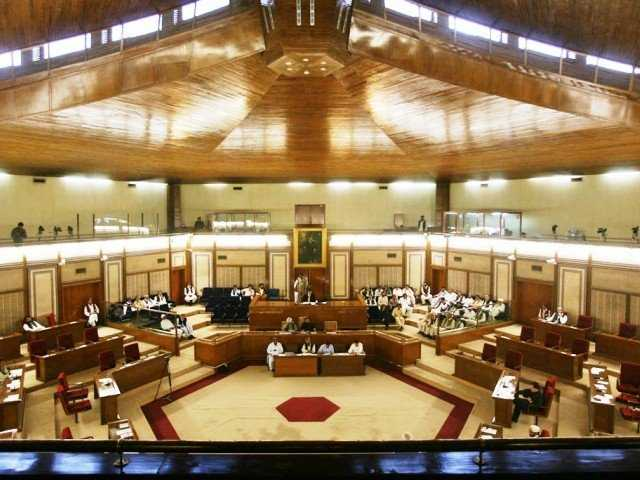
L'Assemblée provinciale du Baloutchistan.

Dans le cadre du régime fédéral que connait le Pakistan, les assemblées provinciales jouent un rôle relativement important dans la politique du pays. Il y quatre assemblées qui correspondent aux quatre provinces du pays. 
Chaque assemblée élit un ministre en chef (Chief minister), qui est le chef de son propre gouvernement local, et peut le destituer par un vote de censure. Les assemblées votent des lois ainsi que leur propre budget dans les limites prévues par la Constitution. De même, les assemblées peuvent être dissoutes mais les élections provinciales se déroulent généralement en même temps que les élections nationales.

## Composition

Carte administrative du Pakistan avec les provinces du Pendjab, du Sind, du Baloutchistan et de Khyber Pakhtunkhwa.

Le Pakistan compte un total de 749 députés provinciaux répartis dans les quatre assemblées correspondantes aux quatre provinces du pays : l'assemblée provinciale du Pendjab siégeant à Lahore avec 371 membres, l'assemblée provinciale du Sind  à Karachi avec 168 membres, l'assemblée provinciale du Baloutchistan pakistanais à Quetta avec 65 et enfin l'assemblée provinciale de Khyber Pakhtunkhwa à Peshawar avec 145 membres
Sur ces députés, seuls 578 sont élus directement, 132 étant réservés à des femmes et 24 à des minorités religieuses. Le nombre de députés pour chaque assemblée est proportionnel au nombre d'habitants de la province au moment où a été établie la répartition. Depuis l'intégration des régions tribales et leurs premières élections provinciales en 2019, l'Assemblée de Khyber compte 21 députés supplémentaires.
|                       | Pendjab | Sind | Khyber Pakhtunkhwa | Baloutchistan | Total |
| Sièges généraux       | 297     | 130  | 115                | 51            | 593   |
| Femmes                | 66      | 29   | 26                 | 11            | 132   |
| Minorités religieuses | 8       | 9    | 4                  | 3             | 24    |
| Total                 | 371     | 168  | 145                | 65            | 749   |

## Fonctionnement

### Élections

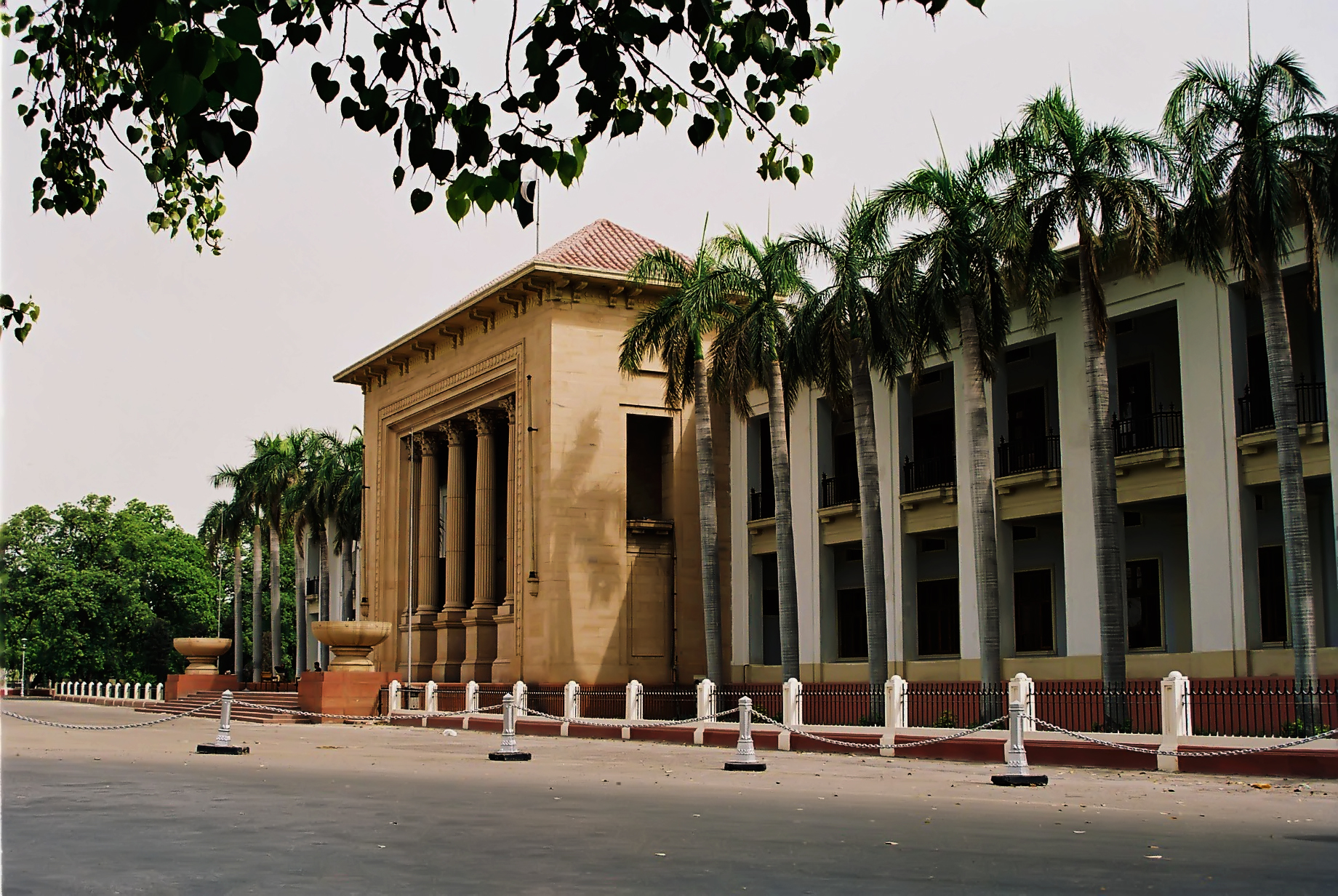
L'Assemblée provinciale du Pendjab.

Tout comme les élus de l'Assemblée nationale, les sièges généraux des assemblées provinciales sont élus au suffrage universel direct uninominal majoritaire à un tour pour un mandat de cinq ans. C'est-à-dire que le candidat gagnant est celui qui remporte le plus de voix dans sa circonscription, à l'issue d'un unique tour, sans avoir donc à remporter de majorité absolue. Les sièges réservés sont élus par les autres membres élus, par scrutin de liste avec représentation proportionnelle. Ainsi, la répétition des forces politiques des sièges réservés correspond globalement à celle des sièges généraux. 
La Constitution prévoit qu'en cas de vacance d'un siège, pour des causes de mort, démission ou disqualification d'un élu, des élections partielles doivent être tenues dans la circonscription concernée dans un délai de soixante jours. Toutefois, si le siège tombe vacant 120 jours avant la tenue prévue d'élections générales, le scrutin partiel n'est pas organisé. Durant la législature 2008-2013, 85 élections partielles ont été organisées, les cas de disqualification pour mensonge sur les diplômes étant relativement fréquents. Au moment des élections législatives de 2013, 21 sièges étaient vacants.

### Dissolution
Tout comme pour l'Assemblée nationale, le mandat des députés est de cinq ans à compter de la première réunion. Les assemblées peuvent être dissoutes par les gouverneurs, sur le conseil du ministre en chef de chaque province. Ou automatiquement si le gouverneur refuse dans les 48h heures de dissoudre l'Assemblée à la demande du ministre en chef. Le gouverneur peut aussi toutefois dissoudre l'Assemblée à sa discrétion si une motion de censure est passée contre le ministre en chef et que l'Assemblée est incapable d'élire un autre de ses membres en remplacement. Cette possibilité de dissolution est donc principalement prévu pour des cas de crises politiques, mais il a été plus large au moment où le pays connaissait un régime politique fortement présidentialisé. Mais le cas de figure d'une dissolution anticipée décidée par le gouverneur n'a jusqu'à présent pas eu lieu. Dans le premier et le troisième cas, la date du scrutin est fixée par le gouverneur, mais dans la deuxième, c'est le président de la République qui s'en charge,.
Au Pakistan, les élections des assemblées ont toujours coïncidé entre elles et avec l'élection de l'Assemblée nationale. Par ailleurs, lorsque le pays a connu un régime semi-présidentiel, le président de la République pouvait décider de la dissolution des assemblées provinciales en même temps que celle de l'Assemblée nationale à laquelle il venait de procéder.

## Pouvoirs

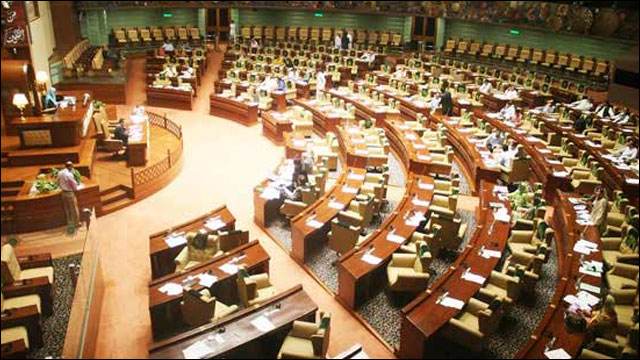
L'Assemblée provinciale du Sind.

Le premier pouvoir des assemblées provinciales est l'élection de sa direction. Lors de la première réunion, elles élisent le président et le vice-président de la chambre (Speaker et Deputy Speaker), puis le ministre en chef, qui est le chef de l'Assemblée et le chef d'un gouvernement qu'il nomme. Chaque groupe politique désigne également son leader, et les partis d'opposition élisent un chef de l'opposition.
Les assemblées provinciales disposent également du pouvoir du voter une mention de censure contre le ministre en chef et son gouvernement.
Elles peuvent également passer des lois dans les limites de leurs compétences prévues par la Constitution, et votent le budget de la province dans les limites des ressources attribuées par le pouvoir central. Le 18e amendement de la Constitution passé par le Parlement en 2010 a augmenté les pouvoirs dont disposent les provinces.
Enfin, les provinces participent pleinement au collège électoral, qui contient aussi l'Assemblée nationale et le Sénat pour élire le président de la République, et chaque assemblée élit aussi à niveau égal les sénateurs, à savoir 22 sénateurs par province.